# Epidendrum lowilliamsii
Epidendrum lowilliamsii là một loài thực vật có hoa trong họ Lan. Loài này được García-Cruz mô tả khoa học đầu tiên năm 1992.